# Borough of Luton
Luton  är en enhetskommun i Bedfordshire i England, Storbritannien. Kommunen har 226 973 invånare (2022). Den består av staden Luton. Hela kommunen är en unparished area.
Den blev en självständig enhetskommun 1997.